# Mark Radice
Mark Radice (Newark, 23 novembre 1957) è un tastierista e cantante statunitense noto per la sua carriera solista e per la sua attività di sessionman.

## Carriera
Come compositore, ha iniziato la sua attività per EMI  negli anni '70, ha collaborato con diversi musicisti, tra i quali Eddie Money, Dave Edmunds, Helix, Cheap Trick, Aldo Nova, Shark Island, Jennifer Rush. In un incontro casuale nella hall di un hotel di Los Angeles, Radice incontrò Steven Tyler, che gli chiese di andare in tournée con gli Aerosmith alle tastiere. Radice ha suonato nell'album dal vivo del 1978 Live!. A metà degli anni '80 Radice andò in tournée con i Cheap Trick e apparve nel loro album Standing on the Edge.
Radice in seguito conobbe Jim Henson e Phil Ramone e ha scritto più di 50 canzoni per il franchise dei Muppets in otto anni, inclusa la colonna sonora per il film Elmo's Christmas Countdown. Dal 2005 al 2011 Radice ha scritto 160 canzoni per Sesame Street, è stato nominato complessivamente a tre Emmy Awards.
Nel 2012 si è trasferito in Tennessee dove è stato coinvolto con il Children's Media Studio e ha scritto 27 canzoni, una per ogni lettera dell'alfabeto più una "nuova" canzone dell'alfabeto, per il progetto Sing and Spell Learning Letters.

## Discografia
- Mark Radice (1971)
- Ain't Nothin' but a Party (1976)
- Intense (1977)
- Store in a Cool Dry Place (1993)
- Generation Why (2004)
- Stay Tuned (2007)
- Generation Why (2008)
- Sing and Spell Learning Letters (2013)
- Audio Quicksand (2016)